# Anže Kopitar
Anže Kopitar (ur. 24 sierpnia 1987 w Jesenicach) – słoweński hokeista, reprezentant Słowenii, olimpijczyk. Pierwszy Słoweniec występujący w NHL.
Jego ojciec, Matjaž (ur. 1965) i brat Gasper (ur. 1992) także zostali hokeistami.

## Kariera

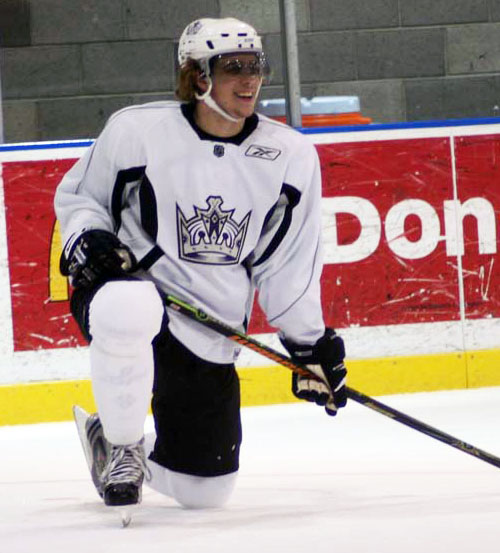
Anže Kopitar w barwach Los Angeles Kings (2007)

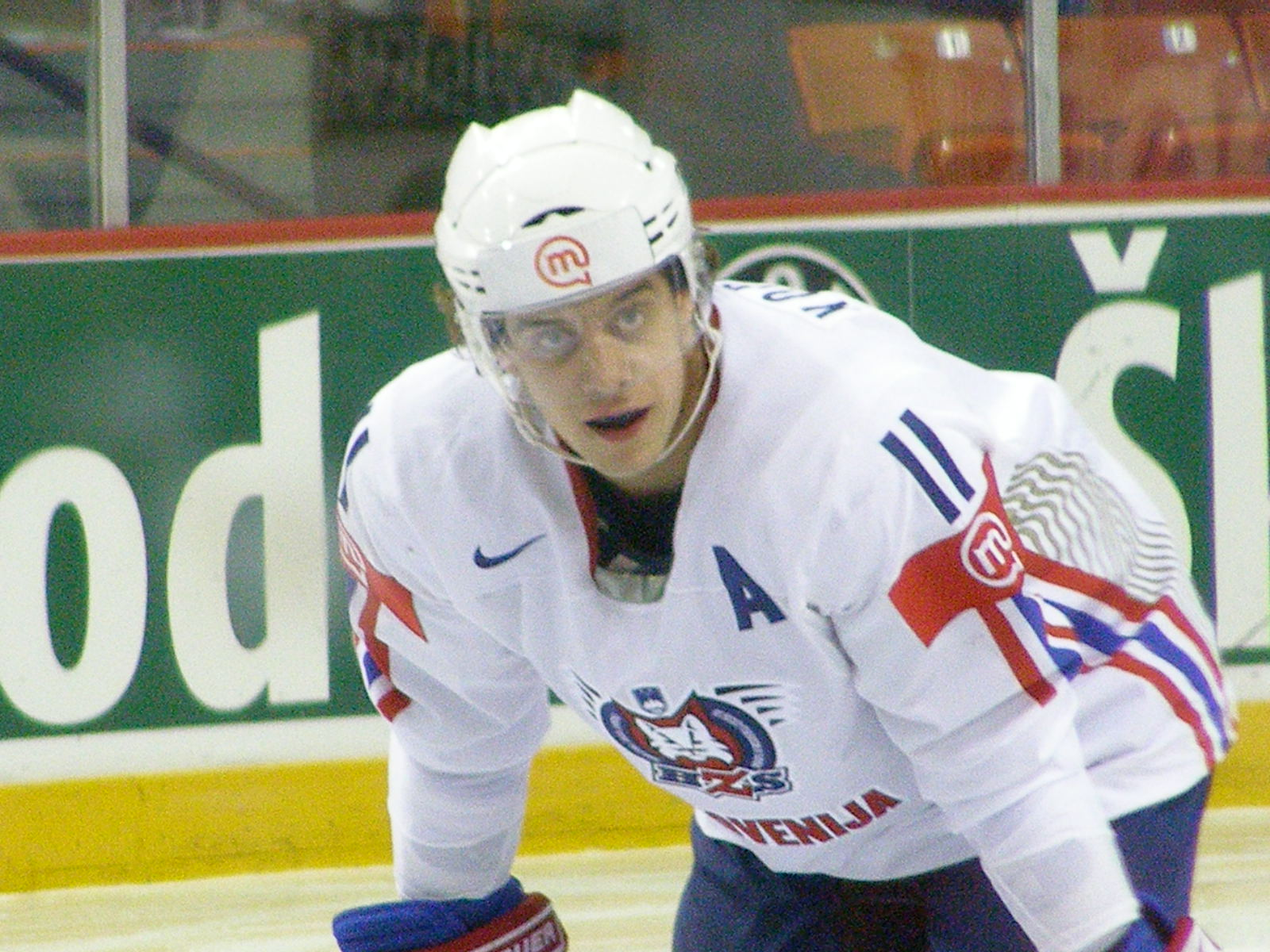
Anže Kopitar w barwach Słowenii (2008)

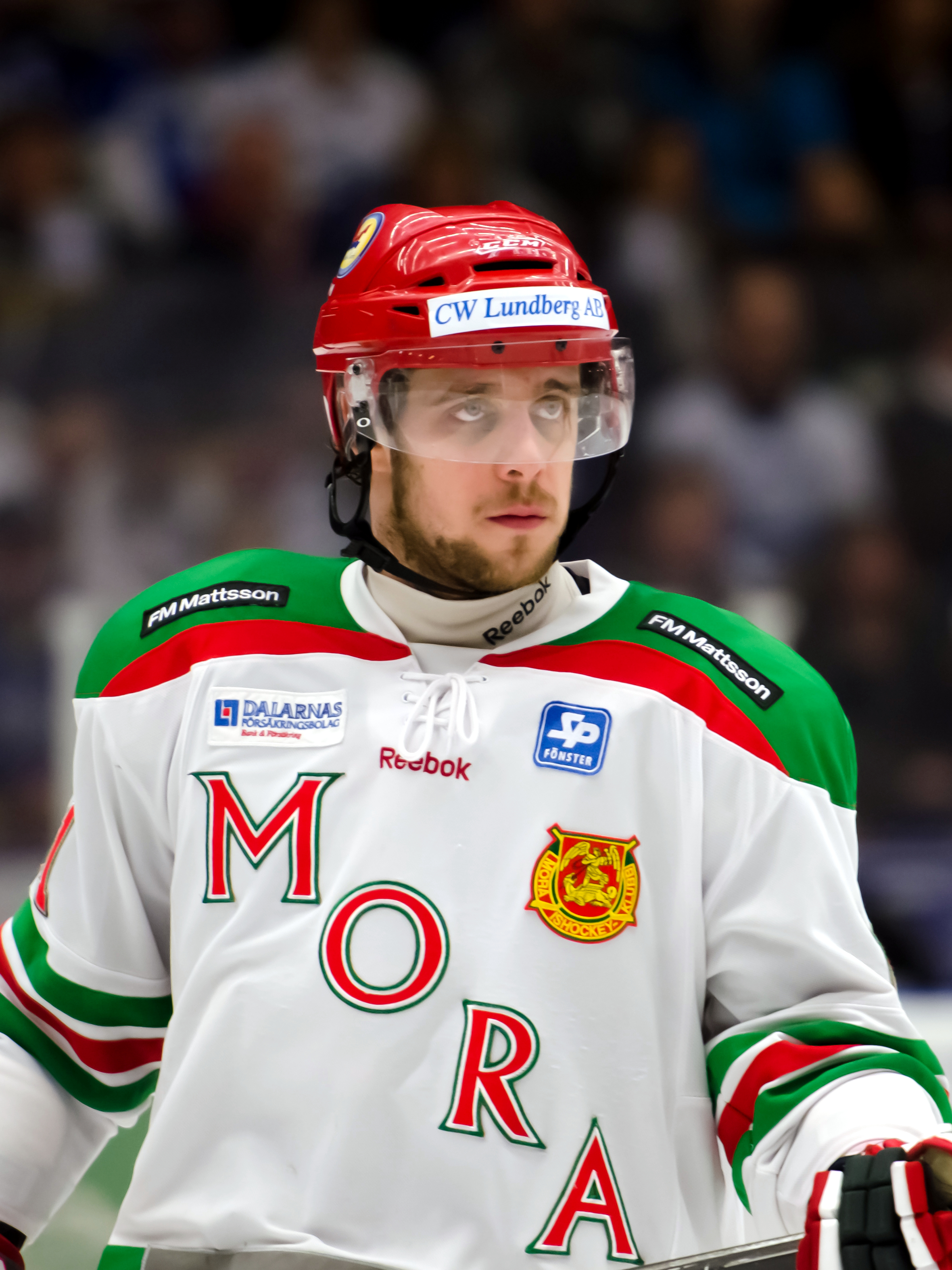
Anže Kopitar w barwach Mora (2012)

- HK Kranjska Gora (2003–2004)
- Södertälje SK (2004–2006)
- Los Angeles Kings (2006–)
  -  Mora IK (2012-2013)

Karierę rozpoczynał w słoweńskim klubie HK Kranjska Gora, gdzie rozegrał 1 sezon (2003/2004) i przeszedł do szwedzkiego Södertälje SK. Tam przez 2 sezony występował zarówno w Elitserien jak również w ligach juniorskich (U-18, U-20). W 2005 roku został wybrany w pierwszej rundzie draftu z 11 miejsca przez klub Los Angeles Kings i przeniósł się do tego zespołu w sezonie 2006/2007. Pierwszy mecz w NHL rozegrał 6 października 2006 w Honda Center w Anaheim przeciwko Anaheim Ducks. Kopitar strzelił 2 gole, a Kings przegrali 4:3. Pierwszy mecz w hali swojego zespołu (Staples Center) rozegrał następnej nocy przeciwko St. Louis Blues, zaliczył w nim 3 asysty i Kings wygrali 4:1. W swoim pierwszym sezonie w NHL rozegrał 72 spotkania, w których strzelił 20 goli, 41 razy asystował i przesiedział 24 minuty na ławce kar. Jego klub nie awansował do play-off (4. miejsce w swojej dywizji). 27 stycznia 2008 wystąpił w NHL All-Star Game w barwach reprezentacji Konferencji Zachodniej. W sezonie 2011/2012 zdobył Puchar Stanleya. W fazie play-off był najlepszym strzelcem ligi (8 goli) i najskuteczniejszym zawodnikiem (20 punktów w punktacji kanadyjskiej). Od września 2012 roku na okres lokautu w sezonie NHL (2012/2013) związał się ze szwedzkim klubem Mora IK, występującym w drugiej klasie rozgrywkowej Allsvenskan (od 2012/2013 występuje tam również jego brat Gasper). W styczniu 2016 przedłużył kontrakt z LA Kings o osiem lat.
Uczestniczył w turniejach mistrzostw świata w 2005, 2006 (Elita), 2007 (Dywizja I), 2008, 2015 (Elita), 2019 (Dywizja I) oraz zimowych igrzysk olimpijskich 2014. W barwach zespołu Europy brał udział w turnieju Pucharu Świata 2016 i pełnił funkcję kapitana tej kadry.

## Statystyki
| 2002–03              | HK Acroni Jesenice U18 | SVN-U18              | 14  | 38  | 38  | 76  | 10  | —  | —  | —  | —  | —  |
| 2002–03              | HK Acroni Jesenice Jr  | SVN-Jr               | 20  | 15  | 12  | 27  | 8   | —  | —  | —  | —  | —  |
| 2002–03              | HK Kranjska Gora       | SVN                  | 11  | 4   | 4   | 8   | 4   | —  | —  | —  | —  | —  |
| 2003–04              | HK Acroni Jesenice Jr. | SVN-Jr               | 25  | 32  | 28  | 60  | 16  | —  | —  | —  | —  | —  |
| 2003–04              | HK Kranjska Gora       | SVN                  | 21  | 14  | 11  | 25  | 10  | 4  | 1  | 1  | 2  | 0  |
| 2004–05              | Södertälje SK U18      | SWE-U18              | 1   | 1   | 2   | 3   | 0   | 1  | 0  | 0  | 0  | 2  |
| 2004–05              | Södertälje SK          | J20                  | 30  | 28  | 21  | 49  | 26  | 2  | 1  | 1  | 2  | 0  |
| 2004–05              | Södertälje SK          | SEL                  | 5   | 0   | 0   | 0   | 0   | 10 | 0  | 0  | 0  | 0  |
| 2005–06              | Södertälje SK          | SEL                  | 47  | 8   | 12  | 20  | 28  | —  | —  | —  | —  | —  |
| 2006–07              | Los Angeles Kings      | NHL                  | 72  | 20  | 41  | 61  | 24  | —  | —  | —  | —  | —  |
| 2007–08              | Los Angeles Kings      | NHL                  | 82  | 32  | 45  | 77  | 22  | —  | —  | —  | —  | —  |
| 2008–09              | Los Angeles Kings      | NHL                  | 82  | 27  | 39  | 66  | 32  | —  | —  | —  | —  | —  |
| 2009–10              | Los Angeles Kings      | NHL                  | 82  | 34  | 47  | 81  | 16  | 6  | 2  | 3  | 5  | 2  |
| 2010–11              | Los Angeles Kings      | NHL                  | 75  | 25  | 48  | 73  | 20  | —  | —  | —  | —  | —  |
| 2011–12              | Los Angeles Kings      | NHL                  | 82  | 25  | 51  | 76  | 20  | 20 | 8  | 12 | 20 | 9  |
| 2012–13              | Mora IK                | Swe.1                | 31  | 10  | 24  | 34  | 14  | —  | —  | —  | —  | —  |
| 2012–13              | Los Angeles Kings      | NHL                  | 47  | 10  | 32  | 42  | 16  | 18 | 3  | 6  | 9  | 12 |
| 2013–14              | Los Angeles Kings      | NHL                  | 82  | 29  | 41  | 70  | 24  | 26 | 5  | 21 | 26 | 14 |
| 2014–15              | Los Angeles Kings      | NHL                  | 79  | 16  | 48  | 64  | 10  | —  | —  | —  | —  | —  |
| 2015–16              | Los Angeles Kings      | NHL                  | 81  | 25  | 49  | 74  | 16  | 5  | 2  | 2  | 4  | 2  |
| NHL razem            | NHL razem              | NHL razem            | 764 | 243 | 441 | 684 | 200 | 75 | 20 | 44 | 64 | 39 |
| Elitserien razem     | Elitserien razem       | Elitserien razem     | 52  | 124 | 28  | 152 | 52  | 10 | 0  | 0  | 0  | 0  |
| Liga słoweńska razem | Liga słoweńska razem   | Liga słoweńska razem | 32  | 18  | 15  | 33  | 14  | 4  | 1  | 1  | 2  | 0  |

## Sukcesy
Reprezentacyjne
- Awans do Elity mistrzostw świata: 2007
- Finał Pucharu Świata: 2016 z kadrą Europy

Klubowe
- Mistrzostwo konferencji NHL: 2012 z Los Angeles Kings
- Clarence S. Campbell Bowl: 2012 z Los Angeles Kings
- Puchar Stanleya – mistrzostwo NHL: 2012, 2014 z Los Angeles Kings

Indywidualne
- Liga słoweńska 2003/2004:
  - Pierwsze miejsce w klasyfikacji kanadyjskiej w sezonie zasadniczym: 25 punktów
- Mistrzostwa Świata Juniorów w Hokeju na Lodzie 2005/I Dywizja#Grupa B:
  - Pierwsze miejsce w klasyfikacji strzelców turnieju: 10 goli[6]
  - Pierwsze miejsce w klasyfikacji kanadyjskiej turnieju: 13 punktów[7]
  - Trzecie miejsce w klasyfikacji +/- turnieju: +8[8]
- NHL (2006/2007):
  - NHL YoungStars Roster
- Mistrzostwa Świata w Hokeju na Lodzie 2007/I Dywizja:
  - Pierwsze miejsce w klasyfikacji asystentów turnieju: 13 asyst[9]
  - Pierwsze miejsce w klasyfikacji kanadyjskiej turnieju: 14 punktów[10]
  - Pierwsze miejsce w klasyfikacji +/- turnieju: +9[11]
- NHL (2007/2008):
  - NHL All-Star Game
- Mistrzostwa Świata w Hokeju na Lodzie 2008/Elita:
  - Jeden z trzech najlepszych zawodników turnieju
- NHL (2010/2011):
  - NHL All-Star Game
- NHL (2011/2012):
  - Pierwsze miejsce w klasyfikacji strzelców w fazie play-off: 8 goli
  - Pierwsze miejsce w klasyfikacji kanadyjskiej w fazie play-off: 20 punktów
- Mistrzostwa Świata w Hokeju na Lodzie 2015/Elita:
  - Jeden z trzech najlepszych zawodników reprezentacji na turnieju[12]
- Hokej na lodzie na Zimowych Igrzyskach Olimpijskich 2018 – kwalifikacje mężczyzn#Grupa D:
  - Najlepszy obrońca turnieju[13]
- NHL (2017/2018):
  - NHL All-Star Game 2018
- Mistrzostwa Świata w Hokeju na Lodzie 2019/I Dywizja:
  - Pierwsze miejsce w klasyfikacji asystentów turnieju: 5 asyst[14]
  - Czwarte miejsce w klasyfikacji kanadyjskiej w fazie play-off: 7 punktów[15]